# Persone di cognome Hohenzollern
| Questa pagina contiene informazioni ricavate automaticamente dalle voci biografiche con l'ausilio del template Bio e di un bot. L'aggiornamento è periodico e automatico e ricostruisce completamente la pagina. Se manca una persona in questa lista, sei pregato di non aggiungerla, ma accertati piuttosto che la sua voce biografica contenga il template Bio e che i dati anagrafici siano correttamente compilati. Se il template Bio manca, inseriscilo tu stesso o, in alternativa, metti l'avviso {{tmp\|Bio}} che ne segnala la mancanza. Se i dati riportati sono sbagliati, correggi direttamente la voce biografica; le modifiche saranno visibili in questa lista entro pochi giorni. Per chiarimenti vedi il progetto biografie. La lista contiene solo le 43 persone che sono citate nell'enciclopedia e per le quali è stato implementato correttamente il template Bio. Pagina aggiornata al 3 nov 2022. |

Questa è una lista di persone presenti nell'enciclopedia che hanno il cognome Hohenzollern, suddivise per attività principale.

## Cardinali(1)
- Alberto di Hohenzollern, cardinale tedesco (Cölln, n.1490 - Aschaffenburg, † 1545)

## Nobili(13)
- Anna Sofia di Brandeburgo, nobile (Berlino, n.1598 - Berlino, † 1659)
- Barbara di Brandeburgo, nobile (n.1422 - Mantova, † 1481)
- Carlo I di Hohenzollern, nobile (Bruxelles, n.1516 - Castello di Sigmaringen, † 1576)
- Cecilia di Brandeburgo, nobile (n.1405 - † 1449)
- Corrado III di Norimberga, nobile tedesco († 1261)
- Dorotea di Hohenzollern, nobildonna (n.1448 - † 1519)
- Federico I di Brandeburgo, nobile tedesco (Norimberga, n.1371 - Cadolzburg, † 1440)
- Federico IV di Zollern, conte germanico
- Federico Guglielmo Carlo di Prussia, nobile (Berlino, n.1783 - Berlino, † 1851)
- Federico di Altmark, nobile (n.1424 - Tangermünde, † 1463)
- Gioacchino I di Brandeburgo, nobile (Cölln, n.1484 - Stendal, † 1535)
- Giovanni Sigismondo di Brandeburgo, nobile (Halle an der Saale, n.1572 - Berlino, † 1619)
- Maddalena di Brandeburgo, nobile tedesca (Berlino, n.1582 - Darmstadt, † 1616)

## Principi(11)
- Alberto Federico di Brandeburgo-Schwedt, principe (Berlino, n.1672 - Friedrichsfelde, † 1731)
- Anastasia di Hohenzollern, principessa tedesca (Ansbach, n.1478 - Ilmenau, † 1534)
- Carlo Emilio di Brandeburgo, principe (Berlino, n.1655 - Strasburgo, † 1674)
- Dorotea di Brandeburgo, principessa (Berlino, n.1420 - Kloster Rehna, † 1491)
- Elisabetta Sofia di Brandeburgo, principessa (Cölln, n.1674 - Römhild, † 1748)
- Enrico di Prussia, principe e generale prussiano (Berlino, n.1726 - Rheinsberg, † 1802)
- Enrico di Prussia, principe e militare prussiano (Berlino, n.1781 - Roma, † 1846)
- Giovanni I di Brandeburgo, principe tedesco (Ansbach, n.1455 - Arneburg, † 1499)
- Maddalena di Hohenzollern, principessa (n.1412 - Scharnebeck, † 1454)
- Margherita di Brandeburgo, principessa (n.1410 - Landshut, † 1465)
- Margherita di Hohenzollern, principessa tedesca (n.1449 - † 1489)

## Sovrani(2)
- Federico II di Prussia, re (Berlino, n.1712 - Potsdam, † 1786)
- Federico Guglielmo I di Prussia, re (Berlino, n.1688 - Potsdam, † 1740)

## Senza attività specificata(16)
- Amalia di Hohenzollern,  (Plassenburg, n.1461 - Baden-Baden, † 1481)
- Barbara di Hohenzollern,  (Ansbach, n.1464 - Ansbach, † 1515)
- Elisabetta di Hohenzollern,  (Ansbach, n.1451 - Nürtingen, † 1524)
- Elisabetta di Hohenzollern,  (Ansbach, n.1474 - Römhild, † 1507)
- Federico II di Brandeburgo,  (Tangermünde, n.1413 - Neustadt an der Aisch, † 1471)
- Gioacchino II di Brandeburgo,  (Cölln, n.1505 - Köpenick, † 1571)
- Giorgio Guglielmo di Brandeburgo,  (Berlino, n.1595 - Königsberg, † 1640)
- Giovanni l'Alchimista,  (n.1406 - Baiersdorf, † 1464)
- Luigi di Brandeburgo,  (Kleve, n.1666 - Potsdam, † 1687)
- Maria di Hohenzollern,  (Königsberg, n.1579 - Bayreuth, † 1649)
- Maria Amalia di Brandeburgo,  (Cölln, n.1670 - Schleusingen, † 1739)
- Carol Lambrino,  rumeno (Bucarest, n.1920 - Londra, † 2006)
- Paul-Philippe Hohenzollern,  rumeno (Parigi, n.1948)
- Sibilla di Hohenzollern,  (Ansbach, n.1467 - Kaster, † 1524)
- Sofia di Hohenzollern,  (Königsberg, n.1582 - Goldingen, † 1610)
- Ursula di Brandeburgo,  (n.1450 - Breslavia, † 1508)